# كلية شاتفيلد
كلية شاتفيلد (بالإنجليزية: Chatfield College)‏ هي كلية كاثوليكية خاصة في سانت مارتن بولاية أوهايو وسينسيناتي بولاية أوهايو. تأسست كلية شاتفيلد على يد أورسولينيوس في مقاطعة براون في عام 1971. تقدم كلية شاتفيلد زمالة الآداب في الفنون الليبرالية، وزمالة العلوم التطبيقية في تعليم الطفولة المبكرة، وزمالة العلوم التطبيقية في الخدمات الإنسانية. يمكن إكمال شركاء الفنون في الفنون الليبرالية في الكلية شخصيًا، أو 100٪ عبر الإنترنت، أو الهجين (شخصيًا وعبر الإنترنت).

## صور

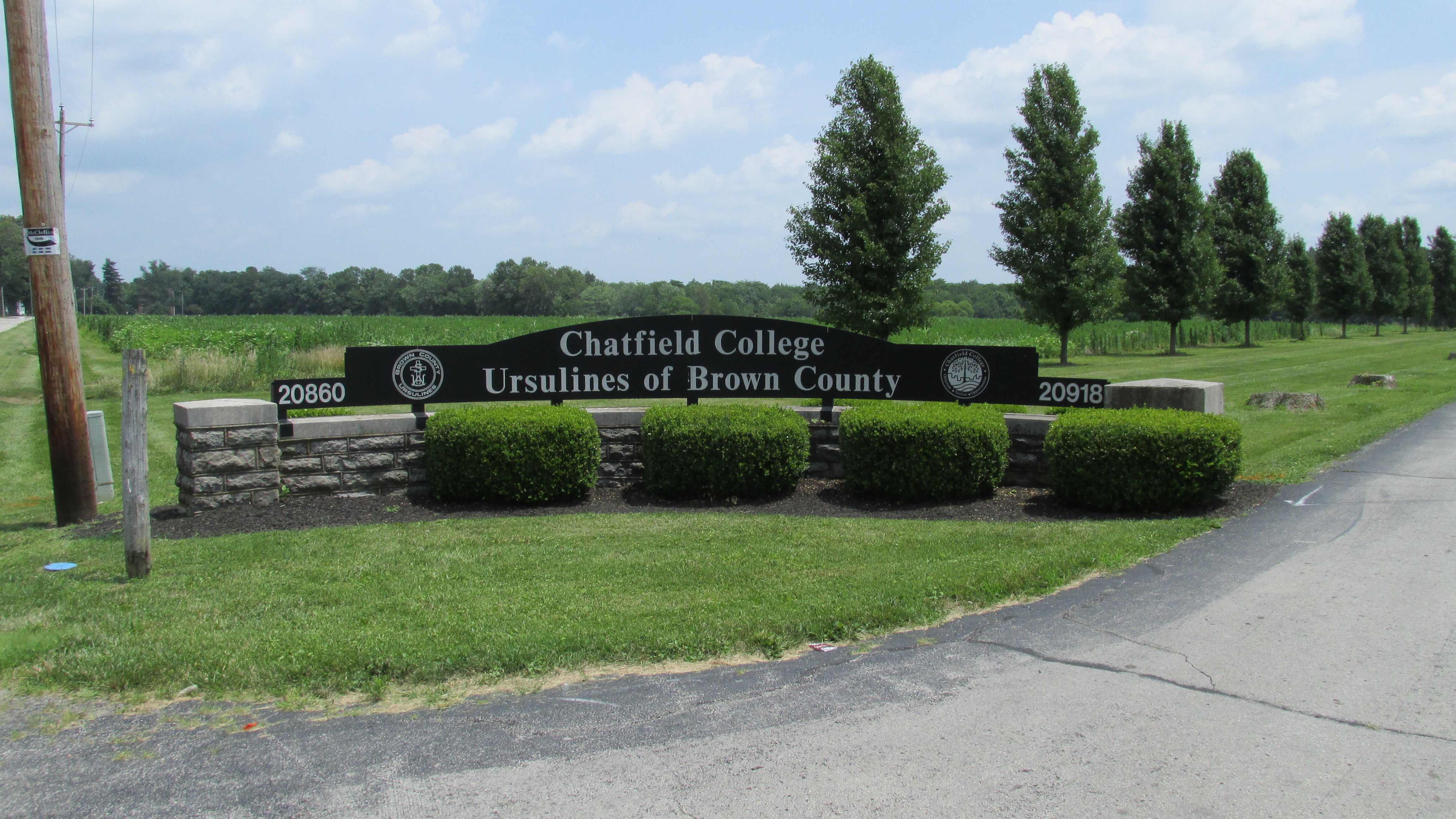
مدخل كلية شاتفيلد (سانت مارتن)
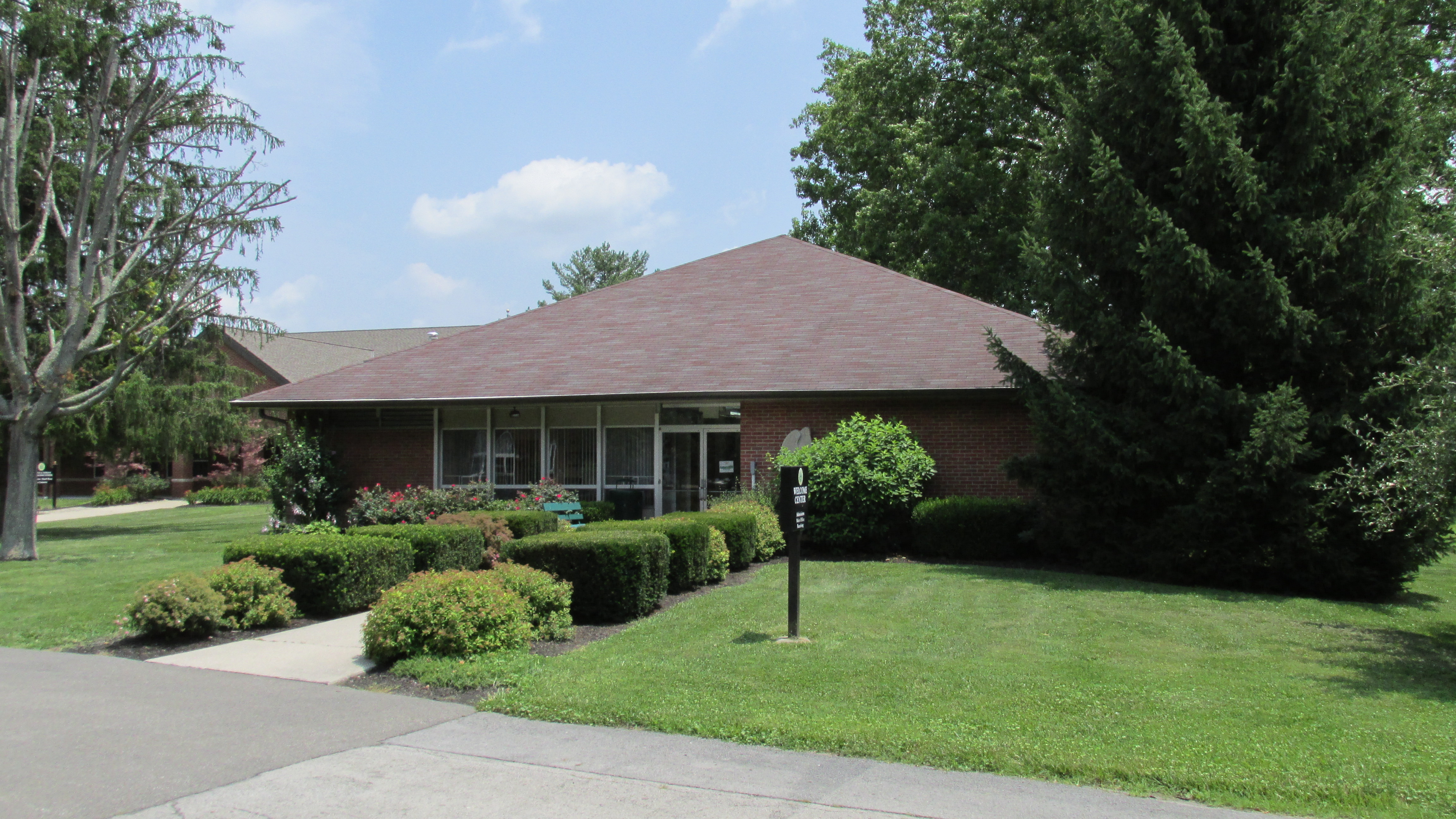
مركز الترحيب (سانت مارتن)
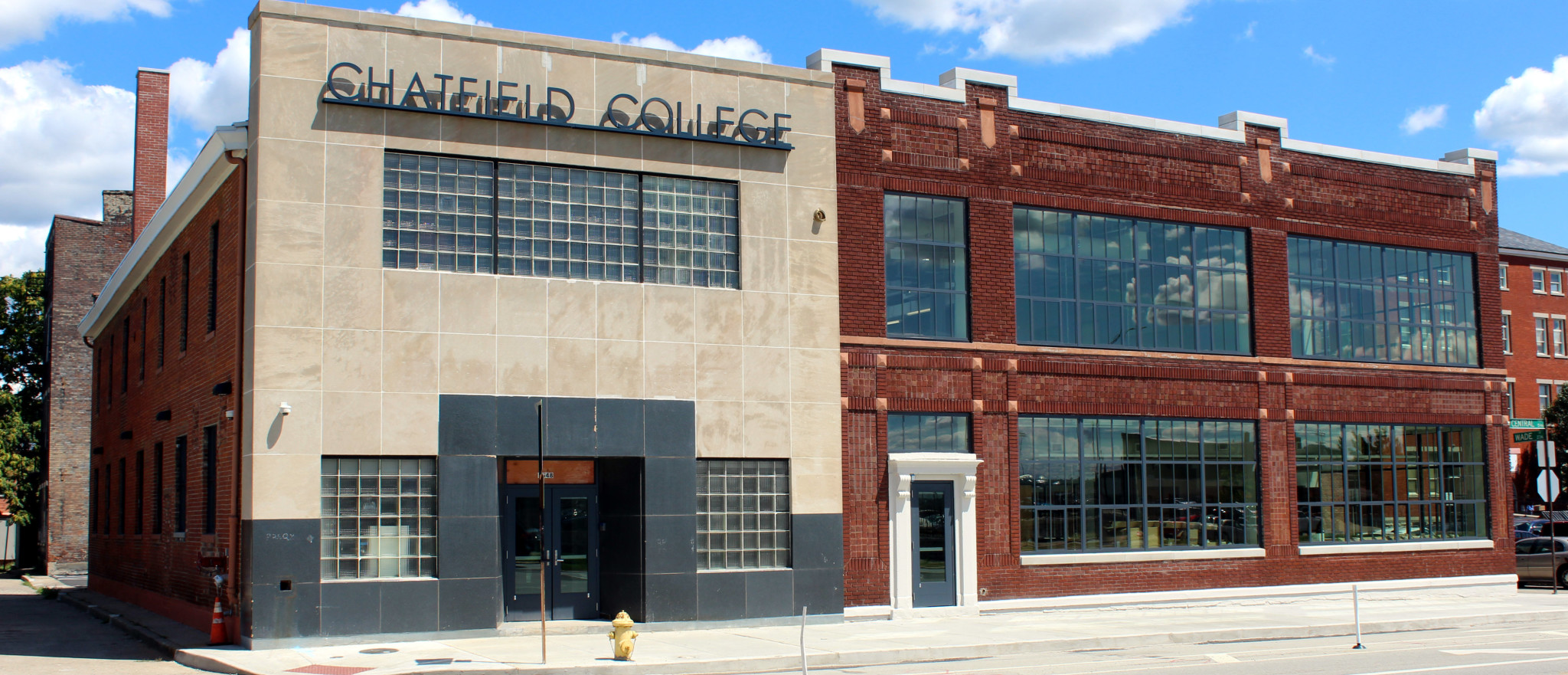
منظر خارجي لحرم جامعة سينسيناتي